# Amos 3
Amos 3 (Амос 3) — ізраїльський телекомунікаційний супутник зв'язку, запущений з космодрому Байконур в Казахстані 28 квітня 2008 року за допомогою ракети-носія «Зеніт-3SLБ» .
Це перший запуск ракети «Зеніт» з наземного космодрому в рамках програми «Наземний старт». Раніше дана ракета використовувалася тільки в рамках програми Sea Launch («Морський старт») і стартувала з плавучої платформи Odyssey з акваторії Тихого океану.
Космічний апарат виведений на геостаціонарну орбіту висотою в 36 000 кілометрів над поверхнею Землі. За планом, супутник повинен був бути запущений вранці 24 квітня, але в результаті технічних неполадок на космодромі запуск був відкладений.
Амос-3 замінив супутник «Амос-1», запущений в травні 1996, що відпрацював свій ресурс. Новий космічний апарат створений в Ізраїлі покликаний забезпечувати високоякісний зв'язок і широкосмугову передачу даних на території Близького Сходу, Європи, Африки, а також в деяких районах Північної та Південної Америки.
Виготовлений ізраїльською компанією IAI («Israel Aircraft Industries»). Над створенням «Амос-3» три роки працював колектив з 100 чоловік. Замовник — компанія «Халаль Тікшорет» (IAI Spacecom). На даний момент[коли?] компанія, головними акціонерами якої є «Євроком Ахзакот» і концерн «Авіаційна промисловість» (ТАА), повідомляє що уклала контракти на здачу в оренду 76 % потужностей супутника.
Супутник обладнаний чотирма трансляційними антенами, двома з яких можна управляти із Землі. Несе на собі 250 кг апаратури зв'язку. Завдяки встановленим 15 транспондерам «Amos-3» розширить зону покриття ретрансляторів Ku-діапазону.
Вартість апарата — 170 000 000 доларів. Вага — 1270 кг. Термін його служби — 15 років.

## Параметри супутникового мовлення
| Частота | Поляризація | Символьна швидкість | Стандарт | Назва             | Формат мовлення | Телегід | Умови розповсюдження |
| ------- | ----------- | ------------------- | -------- | ----------------- | --------------- | ------- | -------------------- |
| 10722   | V           | 27500               |          | 1+1 International | SD 576i         | EPG     | Кодований            |
| 11304   | H           | 8888                |          | Da Vinci          | HD 1080i        |         | Кодований            |

### Інші телеканали
- Romania TV